# Црква Светог Илије у Новом Топољу
Српска православна црква Светог Илије у Новом Топољу је храм који припада славонском владичанству.

## Историја
Старија црква Светог пророка Илије је подигнута 1847. на старијем црквишту из 1778. године. Иконостас је сликао Ђорђе Протић из Сомбора. Цркву су срушиле усташе на Божић (православни) 1941. године. Уред за рушење православних храмова из Загреба је имао задатак да овласти одређене људе за рушење српских храмова у НДХ. Тако је срушена и православна црква у Новом Топољу. Повјереник главног усташког стана у Загребу, Прашка улица број 2, издао је 20. марта 1942. једну уредовну потврду. Из ње се види да је Ђуро Грижановић намјештен од тог уреда као грађевни палир и да је овлаштен довршити рушење објекта (праволавне цркве) у Новом Топољу, као и спровести продају материјала, по посебно изданим упутама. Грижановић се 1. априла 1942. јавио општинском поглаварству у Гарчину гдје преузима 20 предмета порушене православне цркве у Новом Топољу. Записник о томе су потписали опћински биљеник Петар Милер и свједоци Фрањо Пенко и Лука Кузмановић.
Нова црква је подигнута 1987/88. Знатно је оштећена, али не и срушена 1991/92. Поново је обновљена и посвећена 2003. године. Парохија обухвата село Ново Топоље.

## Галерија
- Прослава Илиндана, 2. август 2021.
- У порти храма је споменик борцима против фашизма и жртвама фашизма из Новог Топоља